# Veauville-lès-Baons

Veauville-lès-Baons este o comună în departamentul Seine-Maritime, Franța. În 1 ianuarie 2018 avea o populație de 714 de locuitori.